# Лимес

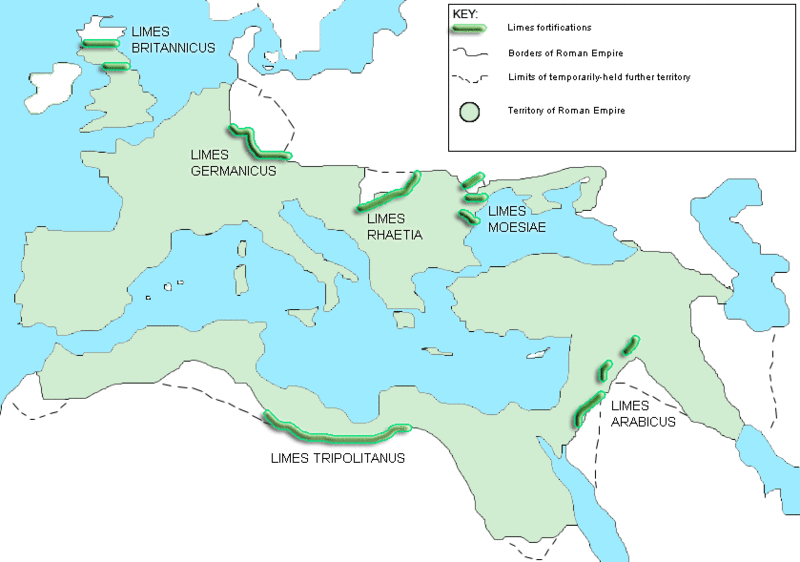

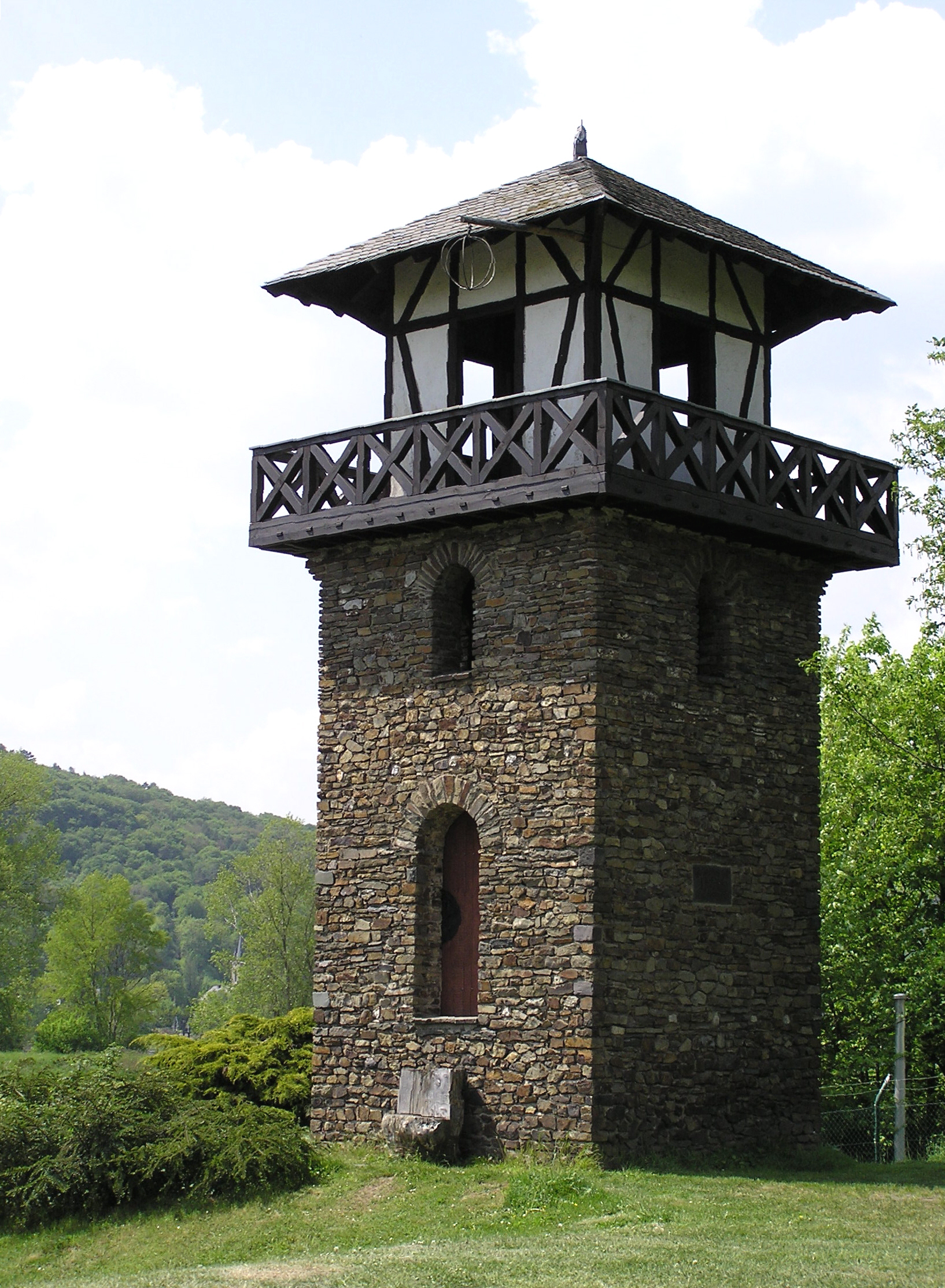
Восстановленная римская сторожевая башня, входившая в лимес, вблизи Райнброля.

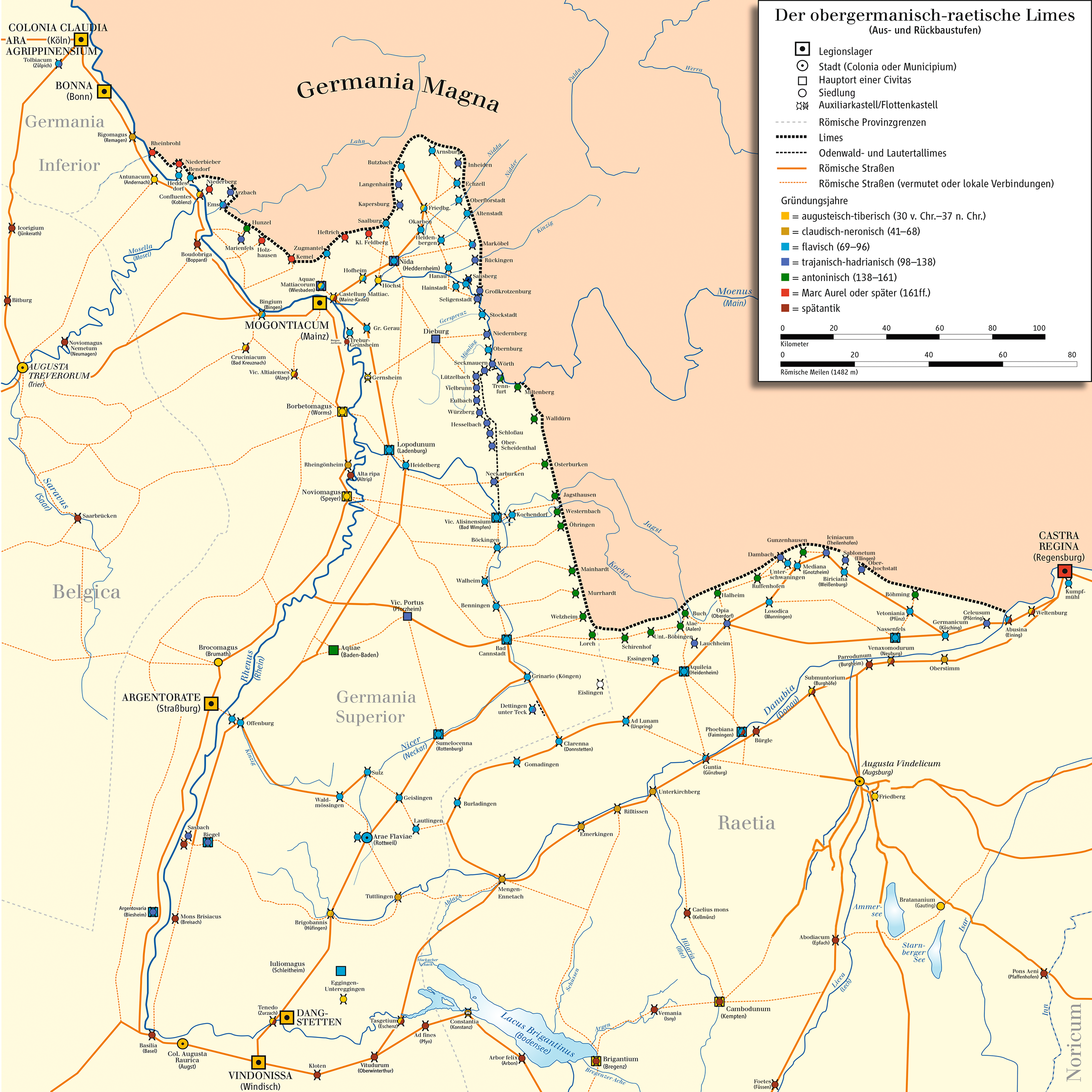
Лимес в Германии.

Ли́мес (лат. Limes — «дорога», «граничная тропа», позже просто «граница») или Limes imperii Romani — Граница Римской империи — укреплённый рубеж (вал, стена) со сторожевыми башнями, возведённый на границе Римской империи.
Лимес служил Римской империи как защитное сооружение и как средство таможенного контроля. На проходных пунктах велась торговля с «внешним миром». Провинции рядом с лимесом назывались лимитрофами и охранялись лимитанами. Самые известные участки лимеса — Верхнегерманско-ретийский лимес протяжённостью в 550 км и Вал Адриана в Великобритании.

## Список лимесов
- Германский лимес (Limes Germanicus[2]): состоял из трех частей: Нижнегерманский (limes ad Germaniam inferiorem)[3], Верхнегерманский и Ретийский (Верхнегерманско-Ретийский) лимесы[4] (к Германскому лимесу относилась только часть лимеса в Реции севернее Дуная, остальная часть относилась к Дунайскому лимесу, см. ниже)
- Дунай-Иллер-Рейнский лимес — построен в III веке после падения Верхнегерманско-Ретийского лимеса
- Дунайский лимес — система укреплений вдоль Дуная, части которой проходили вдоль северных границ провинций Реция, Норик, Мёзия, Паннония и назывались соответственно по названию этих провинций Limes Rhaeticus (ripa Danuvii provinciae Raetiae), Limes Norici[5], Limes Moesiae[6], Limes Pannonicus[7] (Паннонский лимес)
- Сарматский лимес — несколько линий римских укреплений в Задунавье (Восточной Паннонии), построенных во времена Марка Аврелия и Константина I.
- Вал Адриана — долговременные укрепления в Северной Британии длиной 117 км, построенные при императоре Адриане в 122—126 годах
- Вал Антонина — укрепления из камня и торфа длиной 63 км в южной Шотландии, построенные в 142—154 годах при императоре Антонине Пие и оставленные в 160 году
- Траяновы валы — первые укрепления в Дакии, заложенные императором Траяном сразу после завоевания провинции
- Limes Alutanus[8] — построен по приказу императора Адриана в Дакии
- Limes Transalutanus[9] — лимес в Дакии протяженностью 235 км, заложен при Адриане в 107 году, закончен Септимием Севером в конце II века
- Limes Porolissensis[10] — лимес в Дакии на рубежах города Поролиссум, созданный во II веке
- Восточный лимес (Limes Orientalis), части которого на севере носили название Аравийский лимес (Limes Arabicus[11], или Limes Uranus), и на юге Палестинский лимес (Limes Palestinae[12])
- Африканский лимес (Limes Africanus), сложная цепь отдельных лимесов в Северной Африке протяженностью около 4000 км, отдельные части которой назывались Ливийский лимес (Limes Libycus), Египетский лимес (Limes Aegyptiacus) Триполитанский лимес (Limes Tripolitanus), Нумидийский лимес (Limes Numidiae), Мавретанский лимес (Limes Mauretaniae[13]), а также Африканский вал (Fossatum Africae) — укрепления в Северной Африке, схожие с валом Адриана, протяженностью около 750 км, созданные в 122 году при Адриане для защиты наиболее важных территорий около римского Карфагена (современный Тунис).

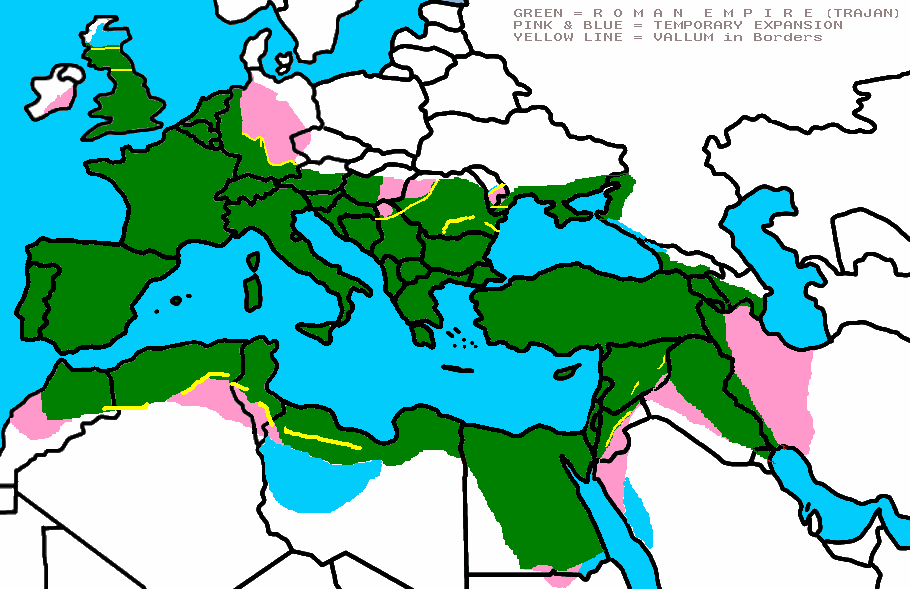
Римская империя с 98 до 117 года во времена римского императора Траяна. Зелёная область показывает Римскую империю, розовый и светло-голубой — области, временно входившие в состав империи, жёлтые линии — укрепления, в том числе стена Антонинa и стена Адриана в Британии.